# Liste de films français sortis en 1960
Listes de films français
- 1956
- 1957
- 1958
- 1959
- 1960
- 1961
- 1962
- 1963
- 1964

Liste non exhaustive de films français sortis en 1960

## 1960
| Titre                                | Réalisateur                         | Distribution                                                | Genre              | Notes  |
| ------------------------------------ | ----------------------------------- | ----------------------------------------------------------- | ------------------ | ------ |
| À bout de souffle                    | Jean-Luc Godard                     | Jean-Paul Belmondo, Jean Seberg Daniel Boulanger            | drame              |        |
| À pleines mains                      | Maurice Régamey                     | Yves Massard, Louis Seigner Jean Brochard                   | policier           |        |
| Actua-Tilt                           | Jean Herman                         | -                                                           | court métrage      | 11 min |
| L'Affaire d'une nuit                 | Henri Verneuil                      | Pascale Petit, Roger Hanin Pierre Mondy                     | Comédie dramatique |        |
| L'Amérique insolite                  | François Reichenbach                | June Richmond                                               | documentaire       |        |
| L'amour existe                       | Maurice Pialat                      | Jean-Loup Reynold (voix)                                    | documentaire       |        |
| Au cœur de la ville                  | Pierre Gautherin                    | Georges Chamarat, Jacques Marin                             | mélodrame          |        |
| Au voleur !                          | Ralph Habib                         | Paul Guers, Perrette Pradier                                | comédie            | -      |
| Austerlitz                           | Abel Gance                          | Pierre Mondy, Jean Marais Martine Carol                     | histoire           |        |
| Le Bal des espions                   | Michel Clément Umberto Scarpelli    | Michel Piccoli, Françoise Arnoul Rosanna Schiaffino         | espionnage         |        |
| Os Bandeirantes                      | Marcel Camus                        | Raymond Loyer, Elga Andersen                                | aventure           |        |
| Le Baron de l'écluse                 | Jean Delannoy                       | Jean Gabin, Micheline Presle                                | comédie            |        |
| Le Bel Âge                           | Pierre Kast                         | Loleh Bellon, Marcello Pagliero                             | Comédie de mœurs   |        |
| Le Bois des amants                   | Claude Autant-Lara                  | Laurent Terzieff, Erika Remberg Françoise Rosay             | Comédie dramatique |        |
| Les Bonnes Femmes                    | Claude Chabrol                      | Bernadette Lafont, Stéphane Audran Clotilde Joano           | Comédie dramatique |        |
| Bouche cousue                        | Jean Boyer                          | Darry Cowl, Jacques Hilling Fernand Sardou                  | comédie            |        |
| Boulevard                            | Julien Duvivier                     | Jean-Pierre Léaud, Monique Brienne Pierre Mondy             | Comédie dramatique |        |
| La Brune que voilà                   | Robert Lamoureux                    | Robert Lamoureux, Françoise Fabian Michèle Mercier          | comédie            |        |
| Business                             | Maurice Boutel                      | Colette Renard, Marcel Charvey Pierre Doris                 | comédie            |        |
| Le Caïd                              | Bernard Borderie                    | Fernandel, Barbara Laage Georges Wilson                     | comédie            |        |
| Les Canailles                        | Maurice Labro                       | Marina Vlady, Robert Hossein Philippe Clay                  | thriller           |        |
| Candide ou l'Optimisme au XXe siècle | Norbert Carbonnaux                  | Jean-Pierre Cassel, Pierre Brasseur Daliah Lavi, Nadia Gray | comédie dramatique |        |
| Le Capitan                           | André Hunebelle                     | Jean Marais, Bourvil Elsa Martinelli                        | cape et d'épée     |        |
| Le Cercle vicieux                    | Max Pécas                           | Claude Titre, Claude Farell Louisa Colpeyn                  | aventure           |        |
| Certains l'aiment froide             | Jean Bastia                         | Louis de Funès, Pierre Dudan Robert Manuel                  | comédie            |        |
| Chaque minute compte                 | Robert Bibal                        | Dominique Wilms, Raymond Souplex Véra Valmont               | policier           |        |
| La Chatte sort ses griffes           | Henri Decoin                        | Françoise Arnoul, Harold Kay François Guérin                | espionnage         |        |
| Chien de pique                       | Yves Allégret                       | Eddie Constantine, Raymond Pellegrin Marie Versini          | drame              |        |
| Classe tous risques                  | Claude Sautet                       | Lino Ventura, Jean-Paul Belmondo Sandra Milo                | policier           |        |
| Colère froide                        | André Haguet                        | Estella Blain, Harold Kay Pierre-Jean Vaillard              | policier           |        |
| Comment qu'elle est ?                | Bernard Borderie                    | Eddie Constantine, André Luguet                             | comédie            |        |
| La Corde raide                       | Jean-Charles Dudrumet               | François Périer, Annie Girardot Gérard Buhr                 | drame              |        |
| Crésus                               | Jean Giono                          | Fernandel, Rellys                                           | comédie            |        |
| Le Dialogue des carmélites           | Philippe Agostini, R.L. Bruckberger | Jeanne Moreau, Alida Valli                                  | Drame , Historique |        |
| Les Distractions                     | Jacques Dupont                      | Jean-Paul Belmondo, Alexandra Stewart                       | Drame              |        |
| Les Jeux de l'amour                  | Philippe de Broca                   | Geneviève Cluny, Jean-Pierre Cassel                         | Comédie            |        |
| Le Mouton                            | Pierre Chevalier                    | Fernand Raynaud, Jean-Pierre Marielle                       | Comédie            |        |
| Plein Soleil                         | René Clément                        | Alain Delon                                                 | Thriller           |        |
| Les Pique-assiette                   | Jean Girault                        | Darry Cowl, Francis Blanche                                 | Comédie            |        |
| Les portes claquent                  | Michel Fermaud Jacques Poitrenaud   | Noël Roquevert, Catherine Deneuve                           | Comédie            |        |
| Quai du Point-du-Jour                | Jean Faurez                         | Dany Carrel, Raymond Bussières                              |                    |        |
| Rocco et ses frères                  | Luchino Visconti                    | Alain Delon, Annie Girardot                                 | Drame              | -      |
| Tirez sur le pianiste                | François Truffaut                   | Charles Aznavour, Marie Dubois                              | Drame              |        |
| Le Trou                              | Jacques Becker                      | Raymond Meunier, Michel Constantin                          | Drame              |        |
| La Vérité                            | Henri-Georges Clouzot               | Brigitte Bardot, Sami Frey                                  | Drame              |        |
| Les Vieux de la vieille              | Gilles Grangier                     | Pierre Fresnay, Jean Gabin                                  | Comédie            |        |
| Les Yeux sans visage                 | Georges Franju                      | Pierre Brasseur, Alida Valli                                | Drame              |        |
| Zazie dans le métro                  | Louis Malle                         | Catherine Demongeot, Philippe Noiret                        | Comédie            |        |